# Spicara
Spicara è un genere di pesci della famiglia Centracanthidae.

## Specie
- Spicara alta (Osório, 1917)
- Spicara australis (Regan, 1921)
- Spicara axillaris (Boulenger, 1900)
- Spicara flexuosa Rafinesque, 1810
- Spicara maena (Linnaeus, 1758)
- Spicara martinicus (Valenciennes in Cuvier & Valenciennes, 1830)
- Spicara melanurus (Valenciennes in Cuvier & Valenciennes, 1830)
- Spicara nigricauda (Norman, 1931)
- Spicara smaris (Linnaeus, 1758)